# Nigel de Jong
Nigel de Jong (sinh ngày 30 tháng 11 năm 1984) là một cựu cầu thủ bóng đá chuyên nghiệp người Hà Lan chơi ở vị trí tiền vệ phòng ngự hiện là 1 chuyên gia bóng đá cho đài beIN Sports. Anh gia nhập lò đào tạo trẻ nổi tiếng Ajax Amsterdam từ khi còn là cầu thủ trẻ rồi tiến lên qua các cấp độ để rồi có trận ra mắt khi mới 17 tuổi. Hai năm sau, anh có trận ra mắt trong màu áo đội tuyển quốc gia và có 81 lần khoác áo đội tuyển từ năm 2004 đến 2015, ghi được một bàn thắng. Anh đã có hai lần tham gia UEFA Euro và hai lần tham dự FIFA World Cup cùng với Hà Lan, giành được ngôi á quân năm 2010 và giành hạng ba tại năm 2014 .
De Jong chuyển từ Ajax vào năm 2006 để gia nhập Hamburg để tìm kiếm suất đá chính và sau đó chuyển đến Manchester City vào tháng 1 năm 2009 với giá ước tính 18 triệu bảng, nơi anh trở thành một phần quan trọng trong hàng tiền vệ của Man City. Là một máy quét không biết mệt mỏi, anh ta đã có được danh tiếng là một cầu thủ có tính chiến đấu và quyết liệt trong các màn trình diễn của mình, danh tiếng đã mang lại cho anh ta những biệt danh như "Kẻ hủy diệt" và "Người cắt cỏ". Anh chuyển đến câu lạc bộ Milan của Ý vào tháng 8 năm 2012, nơi anh đã trải qua ba năm rưỡi, trước khi chuyển đến LA Galaxy tại MLS vào tháng 2 năm 2016. Sau đó anh ấy đã có khoảng thời gian thi đấu cho Galatasaray ở Thổ Nhĩ Kỳ, Mainz 05 ở Đức, Al Ahli và Al-Shahania ở Qatar.

## Sự nghiệp câu lạc bộ

### Ajax
Vào ngày 19 tháng 10 năm 2002, de Jong có trận ra mắt ở đội I Ajax. Anh nhanh chóng tạo được ấn tượng trở nên được yêu thích bởi các fan. Một cầu thủ đa năng thuận chân phải, anh được sử dụng nhiều ở cả vị trí tiền vệ cũng như hậu vệ nhưng sau đó sự nghiệp của anh gắn liền với băng ghế dự bị hơn là được ra sân ở đội hình chính.

### Hamburg
Vào tháng 1 năm 2006, de Jong ký hợp đồng với đội bóng Đức Hamburg SV. Anh tạo ấn tượng ở Bundesliga bằng việc ghi bàn thắng quyết định vào lưới Bayern München trong trận thua đầu tiên của họ ở sân vận động Allianz Arena mới của Bayern.

### Manchester City
Vào ngày 21 tháng 1 năm 2009, de Jong chuyển tới Manchester City với giá 16 triệu bảng Anh và được đeo áo số 34. Anh có trận ra mắt trong trận gặp Newcastle United vào ngày 28 tháng 1 năm 2009 rồi sau đó chứng tỏ rằng anh là tiền vệ trụ số 1 của đội. De Jong có 16 lần ra sân ở mùa giải đó, một con số lớn đội với cầu thủ chỉ có nửa mùa giải ở đây.
De Jong bắt đầu mùa giải 2009-10 trên ghế dự bị trong 3 trận đầu tiên, tuy nhiên anh được ra sân từ đầu trong trận gặp Arsenal F.C. vào ngày 12 tháng 9 năm 2009 trong chiến thắng 4-2 trên sân nhà và từ đó giữ được vị trí trong đội hình, gây ấn tượng với màn trình diễn đầy mạnh mẽ cùng Gareth Barry. Vào ngày 5 tháng 12 năm 2009, trong trận thắng 2-1 trước Chelsea F.C., Nigel được bầu là Cầu thủ xuất sắc nhất trận. Với phong độ tốt, de Jong tin rằng đội bóng không chỉ chiến đấu cho suất dự cúp C1 mà còn có thể chiến đấu cho ngôi vị vô địch Premier League.
Vào ngày 1 tháng 5 năm 2011, de Jong ghi bàn thắng đầu tiên cho câu lạc bộ trong chiến thắng 2-1 trước West Ham. Anh đã có được 137 lần ra sân và 2 bàn thắng trước khi được bán cho AC Milan vào năm 2012.

### AC Milan
Vào ngày 31 tháng 8 năm 2012, de Jong gia nhập câu lạc bộ bóng đá Ý AC Milan với mức phí 3,5 triệu bảng, có thể tăng lên 5 triệu bảng tùy vào số lần ra sân, anh đã ký hợp đồng 3 năm với câu lạc bộ. Anh có trận ra mắt trước Bologna vào ngày 1 tháng 9. De Jong đã ghi bàn thắng đầu tiên trong trận thua 3-2 trước Lazio vào ngày 20 tháng 10.
Vào ngày 4 tháng 5 năm 2014, de Jong ghi bàn thắng thứ hai cho ấn định chiến thắng 1-0 cho AC Milan trước Inter Milan trong trận Derby della Madonnina tại sân vận động San Siro.
Vào ngày 26 tháng 6 năm 2015, Milan thông báo rằng de Jong đã ký gia hạn hợp đồng giữ anh ở lại câu lạc bộ cho tới năm 2018.

### LA Galaxy
Vào ngày 31 tháng 1 năm 2016, có thông tin cho rằng de Jong đã đàm phán để chấm dứt hợp đồng với Milan và gia nhập LA Galaxy theo dạng chuyển nhượng tự do, anh ký hợp đồng có thời hạn 1 năm. Anh dính vào một sự cố gây tranh cãi trong trận đấu với Portland Timbers vào ngày 10 tháng 4, pha vào bóng mạnh của anh đã khiến Darlington Nagbe chấn thương và cần phải điều trị. Trọng tài Allen Chapmen đã rút thẻ vàng đối với Nigel nhưng sau đó anh bị cấm thi đấu 3 trận. Anh đã phải nhận thẻ đỏ sau pha vào bóng ác ý với Blas Perez vào ngày 5 tháng 7, dù phải chơi thiếu người nhưng LA Galaxy vẫn giành được chiến thắng trước Vancouver Whitecaps.
Vào ngày 29 tháng 8 năm 2016, LA Galaxy thông báo rằng họ và tiền vệ người Hà Lan đã đồng ý chấm dứt hợp đồng để anh có thể gia nhập đội bóng Thổ Nhĩ Kỳ Galatasaray.

### Sự nghiệp sau này
Vào ngày 31 tháng 8 năm 2016, de Jong ký hợp đồng hai năm với đội bóng Thổ Nhĩ Kỳ Galatasaray.
Vào ngày 5 tháng 1 năm 2018, hợp đồng của anh đã bị Galatasaray chấm dứt. Cùng ngày, anh đồng ý chuyển nhượng tự do tới đội bóng Mainz 05 tại Bundesliga.
Vào tháng 7 năm 2018, de Jong chuyển đến câu lạc bộ Al Ahli của Qatar. Một năm sau, anh chuyển tới Al Shahaniya trong cùng giải đấu.

## Sự nghiệp quốc tế
Vào ngày 31 tháng 3 năm 2004, de Jong có trận ra mắt cho đội tuyển bóng đá quốc gia Hà Lan trong trận giao hữu gặp đội tuyển bóng đá quốc gia Pháp. Anh được triệu tập vào đội hình tham dự Euro 2004, và lỡ mất World Cup 2006 bởi chấn thương đầu gối.
Anh được Marco van Basten triệu tập để chơi cho đội tuyển bóng đá quốc gia Hà Lan ở Euro 2008. Anh chơi đủ 90 phút trong chiến thắng 3-0 của Hà Lan trước đội tuyển bóng đá quốc gia Ý. Anh cũng chơi đủ 90 phút trong trận thắng 4-1 trước đội tuyển bóng đá quốc gia Pháp vào ngày 13 tháng 6 năm 2008. Trong suốt giải đấu, anh được chơi như một tiền vệ phòng ngự, đá cặp cùng Orlando Engelaar trong sơ đồ 4-2-3-1 của van Basten. Đội bóng chỉ để lọt lưới đúng 1 bàn ở vòng bảng.
Anh ghi bàn thắng đầu tiên cho đội tuyển quốc gia vào ngày 6 tháng 6 năm 2009 trong trận gặp đội tuyển bóng đá quốc gia Iceland ở vòng loại World Cup.
Trong trận đấu giao hữu vào ngày 3 tháng 3 năm 2010, de Jong phạm lỗi khiến tuyển thủ Mĩ Stuart Holden gãy chân, pha phạm lỗi khiến de Jong phải nhận chiếc thẻ vàng. De Jong không thể hiện bất cứ sự hối hận nào, anh phát biểu rằng "Tấn công là một phần của bóng đá. Tôi tranh bóng và cuối cùng đã giành được nó. Tôi không hề có ý xấu nào hết."

### World Cup 2010
De Jong được triệu tập vào đội hình đội tuyển ở World Cup 2010 ở Nam Phi. Vào ngày 27 tháng 5 năm 2010, huấn luyện viên đội tuyển Hà Lan Bert van Marwijk cho biết cầu thủ sẽ nằm trong thành phần 23 cầu thủ dự giải đấu. Anh ra sân từ đầu trong trận đầu tiên của Hà Lan ở giải đấu, trận thăng 2-0 trước đội tuyển bóng đá quốc gia Đan Mạch.

## Thống kê sự nghiệp
| Câu lạc bộ          | Mùa giải            | Giải đấu      | Giải đấu     | Cúp quốc gia  | Cúp quốc gia | Cúp liên đoàn | Cúp liên đoàn | Châu Âu       | Châu Âu      | Tổng cộng     | Tổng cộng    |
| Câu lạc bộ          | Mùa giải            | Số lần ra sân | Số bàn thắng | Số lần ra sân | Số bàn thắng | Số lần ra sân | Số bàn thắng  | Số lần ra sân | Số bàn thắng | Số lần ra sân | Số bàn thắng |
| ------------------- | ------------------- | ------------- | ------------ | ------------- | ------------ | ------------- | ------------- | ------------- | ------------ | ------------- | ------------ |
| Ajax                | 2002–03             | 17            | 0            | 0             | 0            | 0             | 0             | 10            | 1            | 27            | 1            |
| Ajax                | 2003–04             | 32            | 2            | 0             | 0            | 0             | 0             | 5             | 0            | 37            | 2            |
| Ajax                | 2004–05             | 31            | 5            | 0             | 0            | 0             | 0             | 8             | 1            | 39            | 6            |
| Ajax                | 2005–06             | 16            | 2            | 0             | 0            | 0             | 0             | 7             | 3            | 23            | 5            |
| Ajax                | Tổng cộng           | 96            | 9            | 0             | 0            | 0             | 0             | 30            | 5            | 126           | 14           |
| Hamburg             | 2005–06             | 12            | 1            | 0             | 0            | 0             | 0             | 3             | 0            | 15            | 1            |
| Hamburg             | 2006–07             | 18            | 1            | 0             | 0            | 0             | 0             | 5             | 1            | 23            | 2            |
| Hamburg             | 2007–08             | 29            | 1            | 0             | 0            | 0             | 0             | 6             | 1            | 35            | 2            |
| Hamburg             | 2008–09             | 7             | 0            | 2             | 0            | 0             | 0             | 2             | 0            | 11            | 0            |
| Hamburg             | Tổng cộng           | 66            | 3            | 2             | 0            | 0             | 0             | 16            | 2            | 84            | 5            |
| Manchester City     | 2008–09             | 16            | 0            | 0             | 0            | 0             | 0             | 0             | 0            | 16            | 0            |
| Manchester City     | 2009–10             | 34            | 0            | 3             | 0            | 5             | 0             | 0             | 0            | 42            | 0            |
| Manchester City     | 2010–11             | 32            | 1            | 4             | 0            | 0             | 0             | 5             | 0            | 41            | 1            |
| Manchester City     | 2011–12             | 21            | 0            | 1             | 0            | 4             | 1             | 9             | 0            | 36            | 1            |
| Manchester City     | 2012–13             | 1             | 0            | 0             | 0            | 0             | 0             | 0             | 0            | 2             | 0            |
| Manchester City     | Tổng cộng           | 104           | 1            | 8             | 0            | 9             | 1             | 15            | 0            | 137           | 2            |
| Milan               | 2012–13             | 12            | 1            | 0             | 0            | 0             | 0             | 4             | 0            | 16            | 1            |
| Milan               | 2013–14             | 33            | 2            | 1             | 0            | 0             | 0             | 10            | 0            | 44            | 2            |
| Milan               | 2014–15             | 29            | 3            | 1             | 1            | 0             | 0             | 0             | 0            | 30            | 4            |
| Milan               | 2015–16             | 5             | 0            | 1             | 0            | 0             | 0             | 0             | 0            | 6             | 0            |
| Milan               | Tổng cộng           | 79            | 6            | 3             | 1            | 0             | 0             | 14            | 0            | 95            | 7            |
| Tổng cộng sự nghiệp | Tổng cộng sự nghiệp | 341           | 19           | 14            | 1            | 9             | 0             | 71            | 7            | 443           | 28           |

| Đội tuyển quốc gia Hà Lan | Đội tuyển quốc gia Hà Lan | Đội tuyển quốc gia Hà Lan |
| Năm                       | Số lần ra sân             | Số bàn thắng              |
| ------------------------- | ------------------------- | ------------------------- |
| 2004                      | 5                         | 0                         |
| 2005                      | 5                         | 0                         |
| 2006                      | 4                         | 0                         |
| 2007                      | 5                         | 0                         |
| 2008                      | 11                        | 0                         |
| 2009                      | 9                         | 1                         |
| 2010                      | 11                        | 0                         |
| 2011                      | 6                         | 0                         |
| 2012                      | 11                        | 0                         |
| 2013                      | 2                         | 0                         |
| 2014                      | 7                         | 0                         |
| 2015                      | 5                         | 0                         |
| Tổng cộng                 | 81                        | 1                         |

### Bàn thắng quốc tế
| #  | Thời gian          | Địa điểm                                          | Đối thủ | Bàn thắng | Kết quả | Giải đấu                 |
| -- | ------------------ | ------------------------------------------------- | ------- | --------- | ------- | ------------------------ |
| 1. | 6 tháng 9 năm 2009 | Sân vận động Laugardalsvöllur, Reykjavík, Iceland | Iceland | 1–0       | 2–1     | Vòng loại World Cup 2014 |

## Danh hiệu

### Ajax
- Eredivisie: 2004
- KNVB Cup: 2006
- Johan Cruijff Shield: 2005

### Manchester City
- Premier League: 2011–12
- FA Cup: 2010–11
- Siêu cúp Anh : 2012

### Đội tuyển Hà Lan
- Á quân World Cup: 2010
- Quý quân World Cup: 2014

### Cá nhân
- Cầu thủ xuất sắc nhất của Ajax: 2004–05